# Черри, Джейк
Дже́йкоб «Джейк» Черри (англ. Jacob "Jake" Cherry; род. 15 сентября 1996, Нью-Джерси, США) — американский актёр, известный по роли Ника Дэйли в фильмах «Ночь в музее» и «Ночь в музее 2», а также по фильму «Ученик чародея», и по роли Трэверса Маклейна в телесериале «Отчаянные домохозяйки».

## Биография
Джейк Черри родился 15 сентября 1996 года в штате Нью-Джерси. У него есть младший брат, Эндрю Черри, который вместе с ним сыграл в фильме «Нянька по вызову».

## Карьера
Дебютом Черри в кино стала роль в фильме «Друзья с деньгами» с Дженнифер Энистон в главной роли. В 2007 году Джейк снялся в телесериале «Отчаянные домохозяйки» в роли Трэверса, сына Иди Бритт. Он также появился в телесериале «Главные случаи» и в эпизодах сериалов «Кости», «Мыслить как преступник» и «Доктор Хаус». В 2010 году он сыграл в фильме «Ученик чародея» роль 10-летнего Дэйва Статлера, а в 2012 году снялся в фильме «Транзит».

## Фильмография
| Год       |    | Русское название                               | Оригинальное название                          | Роль                    |
| --------- | -- | ---------------------------------------------- | ---------------------------------------------- | ----------------------- |
| 2003—2004 | мс | Подсказки Бульки                               | Blue’s Clues                                   | Гоблин / Джек           |
| 2004      | тф | Кэт плюс один                                  | Kat Plus One                                   | Эй Джей                 |
| 2004      | с  | Третья смена                                   | Third Watch                                    | Шон                     |
| 2004      | тф | Чудесный пробег                                | Miracle Run                                    | Стивен в детстве        |
| 2005      | с  | Главные случаи                                 | Head Cases                                     | Райан Пэйн              |
| 2005      | мс | Гетто                                          | The Boondocks                                  | гневный ребёнок         |
| 2006      | ф  | Друзья с деньгами                              | Friends with Money                             | Уайетт                  |
| 2006      | с  | Кости                                          | Bones                                          | Донован Декер           |
| 2006      | ф  | Ночь в музее                                   | Night at the Museum                            | Ник Дэйли, сын Ларри    |
| 2007      | с  | Отчаянные домохозяйки                          | Desperate Housewives                           | Трэверс Маклейн         |
| 2007      | с  | 4400                                           | The 4400                                       | Брэндон Пауэлл          |
| 2008      | тф | Красавчик/милашка                              | Pretty/Handsome                                | Оливер Фитцпэйн         |
| 2009      | с  | Доктор Хаус                                    | House, M.D.                                    | Зак                     |
| 2009      | с  | Мыслить как преступник                         | Criminal Minds                                 | Стэнли Уолкотт          |
| 2009      | ки | Night at the Museum: Battle of the Smithsonian | Night at the Museum: Battle of the Smithsonian | Ник Дэйли               |
| 2009      | ф  | Ночь в музее 2                                 | Night at the Museum: Battle of the Smithsonian | Ник Дэйли, сын Ларри    |
| 2009      | ф  | Нянька по вызову                               | The Rebound                                    | Фрэнк-младший           |
| 2010      | ф  | Ученик чародея                                 | The Sorcerer’s Apprentice                      | Дэйв в детстве          |
| 2011      | ф  | Опасный квартал                                | The Son of No One                              | Джонатан Уайт в детстве |
| 2011      | с  | Р. Л. Стайн: Время призраков                   | R. L. Stine's The Haunting Hour                | Кристофер               |
| 2012      | ф  | Транзит                                        | Transit                                        | Кенни                   |
| 2014      | ф  |                                                | Hits                                           | Кори                    |
| 2014      | ф  |                                                | Score                                          | Чудной Фрэнки           |

## Награды
| Награда             | Год  | Номинация                                                                            | Результат | Работа                 |
| ------------------- | ---- | ------------------------------------------------------------------------------------ | --------- | ---------------------- |
| Young Artist Awards | 2004 | Лучшая роль в рекламе                                                                | Номинация | реклама Vlasic Pickles |
| Young Artist Awards | 2007 | Лучшая роль в художественном фильме — молодой возраст актёра (десять лет или моложе) | Номинация | Ночь в музее           |
| Young Artist Awards | 2008 | Лучшая роль в телесериале                                                            | Номинация | Отчаянные домохозяйки  |
| Young Artist Awards | 2010 | Лучшая роль в художественном фильме — актёр второго плана                            | Номинация | Ночь в музее 2         |